# Grupo Bimbo
Grupo Bimbo, S.A.B. de C.V., просто відомий як Bimbo — мексиканська багатонаціональна харчова компанія, яка представлена в понад 33 країнах Америки, Європи, Азії та Африки. Її річний обсяг продажів становить 15 мільярдів доларів, і вона котирується на Мексиканській фондовій біржі під тикером BIMBO.
У компанії 134 000 співробітників, 196 хлібопекарських заводів, 3 мільйони точок продажу, дистриб'юторська мережа з 57 тисячами маршрутів по всьому світу. Він має понад 100 брендів і 13 000 товарів, таких як Bimbo, Tía Rosa, Entenmann's, Pullman, Rainbo, Nutrella, Marinela, Oroweat, Sara Lee, Thomas', Arnold і Barcel.
З 2013 року компанію Grupo Bimbo очолює голова Даніель Сервітье.

## Продукти
- Bimbo
- Marinela
- Tia Rosa
- Ideal
- Barcel
- Sara Lee
- Mrs Baird's
- Oroweat

## Дочірні компанії
- BIMBO Bakeries USA
- Barcel
- BIMBO Canada
- BIMBO China
- BIMBO Latin Sur
- BIMBO Latin Centro
- BIMBO Brasil
- BIMBO Europa
- Canada Bread Company
  - Vachon Bakery
- Harvest Gold India

## Зовнішні посилання
- Офіційний сайт